# Buena Esperanza
Buena Esperanza is een plaats in het Argentijnse bestuurlijke gebied Gob. Dupuy in de provincie San Luis. De plaats telt 2.531 inwoners.